# Аксёнов, Александр Михайлович
Алекса́ндр Миха́йлович Аксёнов (23 июля 1919 — 16 октября 1943) — участник Великой Отечественной войны, командир стрелковой роты 6-го гвардейского воздушно-десантного стрелкового полка 1-й гвардейской воздушно-десантной дивизии 37-й армии Степного фронта, Герой Советского Союза (22.02.1944), гвардии старший лейтенант.

## Биография
Родился 23 июля 1919 года в Ново-Николаевске, в семье служащего (по другим данным 12 июля 1918 года в Ижевске Вятской губернии).
Окончил Новосибирский техникум советской торговли. В 1938 был призван в Красную Армию. После окончания Читинского военно-технического училища воевал на Северо-Западном и Степном фронтах. Участвовал в форсировании Днепра, командовал стрелковой ротой 6-го воздушно-десантного гвардейского полка 1-й воздушной десантной гвардейской дивизии 37-й армии.
16 октября 1943 года в бою за д. Верхнекаменистая рота приняла неравный бой с немецкой пехотой, поддерживаемой танками "Тигр". Командир погиб.
Указом Президиума Верховного Совета СССР «О присвоении звания Героя Советского Союза офицерскому, сержантскому и рядовому составу Красной Армии» от 22 февраля 1944 года за «образцовое выполнение боевых заданий командования при форсировании реки Днепр, развитие боевых успехов на правом берегу реки и проявленные при этом отвагу и геройство» удостоен посмертно звания Героя Советского Союза. 
Похоронен возле села Михайловка Пятихатского района Днепропетровской области (Украина).

## Награды
- Медаль «Золотая Звезда» Героя Советского Союза
- Орден Ленина

## Память
Именем Аксёнова названа улица в Новосибирске. Там же установлена мемориальная доска. Стела памяти Героя Советского Союза А. М. Аксёнова была открыта 7 сентября 2022 после ремонта, организованного выпускниками спортивного клуба «Первомаец».
«Мемориал Аксёнова. Возрождение» — соревнования по единоборства в г. Новосибирске. До 2022 года — турнир по греко-римской борьбе, посвящённый памяти основателя клуба спортивных единоборств «Первомаец» Александра Нестеренко, который занимался вольной борьбой. В ранние годы спортивной карьеры А. Нестеренко выступал на «Мемориале Аксёнова», где боролись молодые и перспективные атлеты из разных уголков Советского Союза.